# Philip van Dijk
Philip van Dijk (* 9. August 1885; † 11. April 1937) war ein niederländischer Fußballspieler. 
Dijk, der zu dieser Zeit zum Kader von USV Hercules gehörte, bestritt am 16. Oktober 1910 ein Länderspiel für die niederländische Fußballnationalmannschaft gegen Deutschland. Die Niederlande gewannen das Spiel nach Toren von Jan Thomée und Nol van Berckel mit 1:2. Nach der aktiven Karriere wurde er Arzt.